# Espai Natural Protegit d'Anglesola-Vilagrassa
L'Espai Natural Protegit d'Anglesola-Vilagrassa és un espai agrícola de la plana de Lleida dominat pel conreu cerealista extensiu i amb restes de conreus arboris tradicionals de secà com l'olivera i la vinya.
Es tracta d'una de les millors àrees de Catalunya per a la reproducció de l'esparver cendrós, a part de tenir poblacions remarcables d'altres aus de caràcter estepari, fet que ha motivat la seva inclusió a la xarxa Natura 2000 com a zona d'especial protecció per a les aus (ZEPA).

## Situació
Té un total de 1133,48 ha, distribuïdes en 3 municipis de l'Urgell:
| Municipi   | Superfície (ha) | %     |
| ---------- | --------------- | ----- |
| Vilagrassa | 496,09          | 43,77 |
| Anglesola  | 485,66          | 42,85 |
| Tàrrega    | 151,74          | 13,39 |

## Geologia
Els materials que conformen aquest Espai estan formats per recobriments de còdols quaternaris, amb petits afloraments de gresos i argiles a la seva part est. Es tracta d'un espai de relleu completament pla situat a la depressió de l'Ebre. El riu Ondara és l'únic curs fluvial que passa per l'Espai.

## Biodiversitat

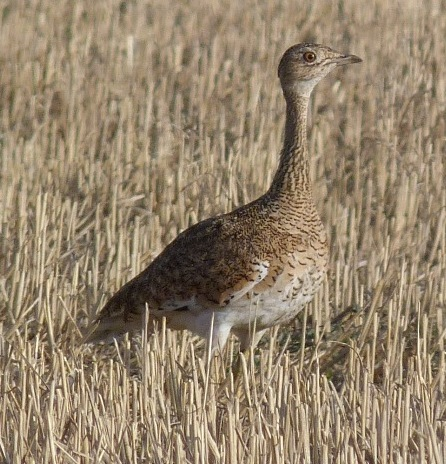
Femella de sisó (Tetrax tetrax) a Tàrrega.

La pràctica totalitat de l'Espai està destinada al conreu de cereals d'hivern (99,97%), mentre que les molleres i aiguamolls (0,03%) tenen una presència marginal.

### Flora
L'Espai es caracteritza per cultius de secà dominats pel cereal. A la part sud, també s'hi troben algunes finques amb conreu d'olivera o de vinyar. La vegetació arvense lligada als conreus de cereals d'hivern és la que domina la zona. La vegetació natural redueix la seva presència als matollars halonitròfils situats als marges dels conreus, així com a les clapes de canyissar al llarg del riu Ondara.

### Fauna
El màxim exponent d'aquest espai és l'esparver cendrós (Circus pygargus), que nidifica als cultius extensius de cereal que hi són presents. També és important per altres espècies d'aus lligades als conreus cerealístics, com el sisó (Tetrax tetrax), el gaig blau (Coracias garrulus) o la calàndria (Melanocorypha calandra).